# Microsoft Office Specialist

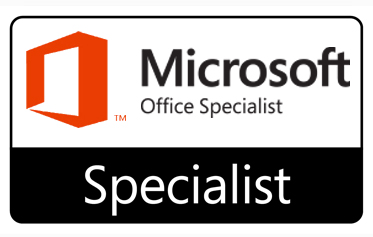
Logo da certificação

Também chamado MOS, o Microsoft Office Specialist é um grupo de testes feitos empresaMicrosoft que existe para avaliar habilidades em nos programas do pacote Office: Word, Excel, Power Point, e Outlook Access. Esse teste é feito pelo Certiport. Os melhores estudantes estão convidados a representar a seus respectivos países no Microsoft Office Specialist World Championship.

## Versões do Teste[2][3][4]
|           | Word                               | Excel                              | Outlook                                                                      | Power Point                                                                  | Access                                                                       | Sharepoint                                                                   | One Note                                                                     |
| --------- | ---------------------------------- | ---------------------------------- | ---------------------------------------------------------------------------- | ---------------------------------------------------------------------------- | ---------------------------------------------------------------------------- | ---------------------------------------------------------------------------- | ---------------------------------------------------------------------------- |
| Core      | Em versões de 2010, 2013, 2016     | Em versões de 2010, 2013, 2016     | Em versão de 2010                                                            | Em versão de 2010                                                            | Em versão de 2010                                                            | Em versão de 2010                                                            | Em versão de 2010                                                            |
| Normal    | Substituiu-se com a versão de Core | Substituiu-se com a versão de Core | Versão de 2013 e 2016                                                        | Versão de 2013 e 2016                                                        | Versão de 2013 e 2016                                                        | Versão de 2013                                                               | Versão de 2013                                                               |
| Expert P1 | Versão de 2013                     | Versão de 2013                     | Não teve versão Expert de Outlook, Power Point, Access, Sharepoint e Onenote | Não teve versão Expert de Outlook, Power Point, Access, Sharepoint e Onenote | Não teve versão Expert de Outlook, Power Point, Access, Sharepoint e Onenote | Não teve versão Expert de Outlook, Power Point, Access, Sharepoint e Onenote | Não teve versão Expert de Outlook, Power Point, Access, Sharepoint e Onenote |
| Expert P2 | Versão de 2013                     | Versão de 2013                     | Não teve versão Expert de Outlook, Power Point, Access, Sharepoint e Onenote | Não teve versão Expert de Outlook, Power Point, Access, Sharepoint e Onenote | Não teve versão Expert de Outlook, Power Point, Access, Sharepoint e Onenote | Não teve versão Expert de Outlook, Power Point, Access, Sharepoint e Onenote | Não teve versão Expert de Outlook, Power Point, Access, Sharepoint e Onenote |